# Fisiune nucleară

Un neutron termic este absorbit de un nucleu de uraniu-235, care fisionează în alte elemente mai ușoare și neutroni rapizi.

Fisiunea este o reacție nucleară care are drept efect ruperea nucleului în două fragmente de masă aproximativ egală, neutroni rapizi, radiații și energie termică.
Radioizotopii care fisionează cu neutroni termici, se numesc materiale fisile. Ex. 233U, 235U, 239Pu, 241Pu.
Radioizotopii care fisionează cu neutroni rapizi, se numesc materiale fisionabile iar, cele care prin captură de neutroni se transformă în materiale fisile, sunt considerate materiale fertile. Ex. 232Th, 238U.
Ex. fisiune 235U:
{\displaystyle _{0}^{1}n_{th}^{}+_{92}^{235}U\to _{92}^{236}U^{*}\to _{56}^{144}Ba+_{36}^{89}Kr+3_{0}^{1}n_{rapid}^{}}
Energia de fisiune se repartizeaza, ca energie cinetica fragmentelor de fisiune, comportandu-se ca particule cu parcurs mic.
Neutronii rezultați din fisiuni se încadrează în două grupe: prompți și întârziați.
Cei prompți sunt eliberați odată cu fragmentele de fisiune (FF) (chiar de către FF, după 10-14s) și au energii de max. 6 MeV, energia probabila fiind de 0,85 MeV. Simultan se emite radiația γ promptă. Neutronii întârziați sunt emiși ca produși de dezexcitare a unor nuclee care apar ca urmare a dezintegrării β- a FF.
Fisiunea nucleară, cunoscută și sub denumirea de fisiune atomică, este un proces în care nucleul unui atom se rupe în două sau mai multe nuclee mai mici, numite produși de fisiune și, în mod uzual, un număr oarecare de particule individuale. Așadar, fisiunea este o formă de transmutație elementară. Particulele individuale pot fi neutroni, fotoni (uzual sub formă de raze gamma) și alte fragmente nucleare cum ar fi particulele beta și particulele alfa. Fisiunea elementelor grele este o reacție exotermică și poate să elibereze cantități substanțiale de energie sub formă de radiații gamma și energie cinetică a fragmentelor (încălzind volumul de material în care fisiunea are loc).
Fisiunea nucleară este folosită pentru a produce energie în centrale de putere și pentru explozii în armele nucleare. Fisiunea este utilă ca sursă de putere deoarece unele materiale, numite combustibil nuclear, pe de o parte generează neutroni ca „jucători” ai procesului de fisiune și, pe de altă parte, li se inițiază fisiunea la impactul cu (exact acești) neutroni liberi. Combustibilii nucleari pot fi utilizați în reacții nucleare în lanț auto-întreținute, care eliberează energie în cantități controlate într-un reactor nuclear sau în cantități necontrolate, foarte rapid, într-o armă nucleară.
Cantitatea de energie liberă conținută într-un combustibil nuclear este de milioane de ori mai mare decât energia liberă conținută într-o masă similară de combustibil chimic (benzină, de exemplu), acest lucru făcând fisiunea nucleară o sursă foarte tentantă de energie; totuși produsele secundare ale fisiunii nucleare sunt puternic radioactive, putând rămâne astfel chiar și pentru mii de ani, având de a face cu importantă problemă a deșeurilor radioactive. Preocupările privind acumularea deșeurilor și imensul potențial distructiv al armelor nucleare contrabalansează calitățile dezirabile ale fisiunii ca sursă de energie, fapt ce dă naștere la intense dezbateri politice asupra problemei puterii nucleare.

## Aspecte fizice
Fisiunea nucleară diferă de alte forme de dezintegrare radioactivă prin aceea că ea poate fi amorsată și controlată pe calea reacției în lanț: neutroni liberi eliberați de fiecare eveniment de fisiune pot declanșa în continuare alte evenimente care, la rândul lor eliberează mai mulți neutroni și pot determina mai multe fisiuni. Izotopii chimici care pot să susțină o reacție de fisiune în lanț se numesc combustibili nucleari și se spune că sunt fisili. Cel mai comun combustibil nuclear este 235U (izotopul uraniului cu masa atomică 235) și 239Pu (izotopul plutoniului cu masa atomică 239). Acești combustibili se sparg în elemente chimice (produși de fisiune) cu mase atomice apropiate de 100. Majoritatea combustibililor nucleari suferă fisiuni spontane extrem de rar, dezintegrându-se în principal prin reacții alfa/beta timp de milenii. Într-un reactor nuclear sau o armă nucleară, cele mai multe evenimente de fisiune sunt induse prin bombardament cu alte particule cum ar fi neutronii.
Evenimentele tipice de fisiune eliberează câteva sute de MeV de energie pentru fiecare atom fisionat, acesta fiind și motivul pentru care fisiunea nucleară este folosită ca sursă de energie. Prin contrast, cele mai multe reacții chimice de oxidare (cum ar fi arderea cărbunelui sau TNT) eliberează, în general, câteva zeci de eV per eveniment, astfel încât combustibilul nuclear conține cel puțin de zece milioane de ori mai multă energie utilizabilă decât combustibilul chimic. Energia fisiunii nucleare este eliberată ca energie cinetică a produșilor și fragmentelor de fisiune și ca radiație electromagnetică sub formă de raze gamma; într-un reactor nuclear energia este convertită în căldură prin ciocnirea acestor particulelor și radiații cu atomii reactorului și ai fluidului de lucru: apă sau apă grea.
Fisiunea nucleară a elementelor grele produce energie deoarece energia de legătură (energia de legătură pe unitatea de masă) a nucleelor cu numere și mase atomice aflate între 61Ni și 56Fe este mai mare decât energia specifică a nucleelor foarte grele, astfel încât energia este eliberată atunci când nucleele grele sunt sparte în bucăți.
Masa totală a produșilor de fisiune (Mp) dintr-o singură reacție, după disiparea energiei lor cinetice, este mai mică decât masa inițială a nucleelor combustibile. Excesul de masă Δm este asociat cu energia eliberată folosind relația lui Einstein E = Δmc2. Prin comparație, și energia specifică de legătură a multor elemente ușoare (de la hidrogen până la magneziu) este de asemenea semnificativ mică, astfel încât dacă aceste elemente ușoare ar suferi o reacție de fuziune (opusă fisiunii), procesul ar fi de asemenea exotermic, cu eliberare de energie.
Variația energiei specifice de legătură cu numărul atomic este datorată interacțiunii a două forțe fundamentale ce acționează asupra nucleonilor ce formează nucleul: protoni și neutroni. Nucleonii sunt legați printr-o forță nucleară tare, atractivă, care contrabalansează repulsia electrostatică dintre protoni. Totuși forța nucleară tare acționează numai pe distanțe extrem de scurte, întrucât se supun potențialului Yukawa. Din această cauză nucleele mari sunt mai slab legate per unitatea de masă decât nucleele mici și spargerea unui nucleu mare în două sau mai multe nuclee cu dimensiuni intermediare eliberează energie. În practică, cea mai mare parte a acestei energii apare ca energie cinetică întrucât nuclee rezultate se resping și se îndepărtează unele de altele cu viteză foarte mare.
În evenimentele de fisiune nucleară, nucleele se pot sparge în orice combinație de nuclee mai ușoare, dar cel mai comun eveniment este spargerea în nuclee de mase aproximativ egale, în jur de 120; funcție de izotopi și proces, cel mai comun eveniment este fisiune asimetrică în care un nucleu rezultat are o masă de aproximativ 90 – 100 uam (unități atomice de masă) și celălalt nucleu de aproximativ 130 – 140 uam.
Deoarece forțele nucleare tari acționează pe distanțe mici, nucleele mari trebuie să conțină proporțional mai mulți neutroni decât elementele ușoare, care sunt mult mai stabile cu un raport proton/neutron de 1:1. Neutronii suplimentari stabilizează elementele grele deoarece ele adaugă forță de legătură tare fără a se compune cu forța de repulsie proton-proton. Produșii de fisiune au, în medie, aproximativ același raport de neutroni și protoni ca și nucleul „părinte” și de aceea sunt în mod normal instabile (deoarece au în mod proporțional prea mulți neutroni în comparație cu izotopii stabili de mase similare). Aceasta este cauza fundamentală a problemei deșeurile înalt radioactive din reactori nucleari. Produșii de fisiune tind să fie emițători beta, eliberând electroni rapizi în vederea conservării sarcinii electrice în urma transformării neutronilor excedentari în protoni, în interiorul nucleului produsului de fisiune.
Cei mai comuni combustibili nucleari, 235U și 239Pu nu sunt periculoși radiologic prin ei înșiși: 235U are timpul de înjumătățire de aproximativ 700 milioane de ani, evenimentele spontane de dezintegrare fiind extrem de rare; chiar dacă 239Pu are timpul de înjumătățire de aproape 24.000 ani, el este un emițător de particule alfa și, deci, nepericulos atâta timp cât nu este ingerat. După „arderea” combustibilului nuclear, materialul combustibil rămas este intim mixat cu produși de fisiune puternic radioactivi care emit particule beta energetice și radiații gamma. Unii produși de fisiune au timpi de înjumătățire de ordinul secundelor; alții au timpi de înjumătățire de ordinul zecilor sau sutelor de ani, cerând facilități deosebite de stocare până la dezintegrarea lor în produși stabili neradioactivi.

## Fisiune spontană și fisiunea indusă; reacții în lanț
Multe elemente grele, cum ar fi uraniu, thoriu și plutoniu, suferă ambele tipuri de fisiuni: fisiunea spontană, ca o formă a dezintegrării radioactive și fisiunea indusă, o formă a reacției nucleare. Izotopii elementari fisionează când sunt loviți de un neutron liber (rapid) se numesc fisionabili; izotopii care fisionează când sunt loviți cu neutroni lenți (neutroni termici) sunt numiți fisili. Câțiva fisili particulari și izotopii ușor de obținut (ca 235U și 239Pu) se numesc combustibili nucleari deoarece ei pot să susțină o reacție în lanț și pot fi obținuți în cantități destul de mari pentru a fi utilizați.
Toți izotopii fisionabili și fisili suferă și un număr mic de fisiuni spontane care eliberează un număr mic de neutroni liberi (rapizi) în interiorul eșantionului de combustibil nuclear. Neutronii emiși rapid din combustibil devin neutroni liberi, cu un timp de înjumătățire de aproape 15 minute înainte să se dezintegreze în protoni și radiații beta. În mod normal, neutronii se ciocnesc cu și sunt absorbiți de către alte nuclee din vecinătate înainte ca dezintegrarea lor să se realizeze. Totuși, unii neutroni vor lovi nuclee combustibile și vor induce următoarele fisiuni, eliberându-se astfel mai mulți neutroni. Dacă se dispune de o cantitate (concentrare) suficientă de combustibil nuclear, sau dacă numărul de neutronii eliberați este suficient de mare, atunci neutronii proaspăt emiși sunt mai mulți decât neutronii pierduți din material și poate să aibă loc întreținerea unei reacții nucleare în lanț.
Concentrația de combustibil care permite menținerea unei reacții nucleare în lanț se numește concentrație critică; dacă concentrarea de material este formată în totalitate de nuclee de combustibil avem de a face cu masa critică. Cuvântul „critic” se referă la extremul unei ecuații diferențiale care guvernează numărul de neutroni liberi prezenți în combustibil; dacă sunt mai puțini decât masa critică, atunci numărul de neutroni este determinat de dezintegrarea radioactivă; dar dacă sunt mai mulți neutroni sau cel puțin masa critică, atunci numărul neutronilor este controlat mai degrabă de fizica reacției în lanț. Valoarea masei critice a unui combustibil nuclear depinde puternic de geometrie și materialele ambiante (înconjurătoare).
Nu toți izotopii fisionabili pot susține o reacție în lanț. De exemplu, 238U, cel mai abundent al uraniului, este fisionabil dar nu fisil: el suferă fisiuni induse când este lovit de un neutron energetic cu o energie cinetică de peste 1 MeV . Dar prea puțini neutroni produși de fisiunea 238U sunt suficient de energetici pentru a induce o următoare fisiune în 238U, astfel încât nu este posibilă o reacție în lanț pentru acest izotop. În schimb, bombardând 238U cu neutroni termici există posibilitatea ca aceștia să fie absorbiți, obținându-se 239U, izotop care se dezintegrează prin emisie beta către 239Pu; acest proces este folosit pentru a obține 239Pu în reactori reproducători, dar nu contribuie la reacția nucleară în lanț.
Izotopii fisionabili dar nefisili pot fi folosiți ca sursă de energie de fisiune fără reacție în lanț. Bombardând 238U cu neutroni rapizi se induc fisiuni și se degajă energie atâta timp cât este prezentă sursa de neutroni. Acest efect este folosit pentru creșterea energiei eliberate de armele termonucleare, prin blindarea bombelor cu 238U ce interacționează cu neutronii eliberați de fuziunea nucleară din centrul bombei.

## Reactori de fisiune
Reactorii de fisiune în regim critic reprezintă cel mai comun tip de reactor nuclear. Într-un astfel de reactor, neutronii produși de fisionarea atomilor combustibilului sunt folosiți pentru a induce, în continuare, alte fisiuni și pentru a menține controlul cantității de energie eliberată. Reactorii în care se produc evenimente de fisiune, dar nu autoîntreținută, se numesc reactori de fisiune subcritici. Pentru declanșarea fisiunii în acest tip de reactori se folosesc fie dezintegrările radioactive, fie acceleratoare de particule.
Reactorii de fisiune în regim critic sunt construiți pentru trei scopuri principale care, în general, presupun metode diferite de exploatare a căldurii și a neutronilor produși prin reacția de fisiune în lanț:
- reactori de putere, gândiți să producă căldură, indiferent dacă ele fac parte din centrale terestre sau din sistemele de putere de pe vapoare și submarine nucleare;

- reactori de cercetare, gândiți să producă neutroni și/sau să activeze surse radioactive destinate cercetărilor științifice, medicale, inginerești etc.;

- reactori reproducători, gândiți să producă combustibili nucleari în masă plecând de la alți izotopi mai abundenți. Cel mai cunoscut reactor de acest tip creează 239Pu (combustibil nuclear) din izotopul natural foarte abundent 238U (nu este combustibil nuclear).

Deși, în principiu, orice reactor de fisiune poate să funcționeze în toate cele trei moduri, în practică fiecare reactor este construit numai pentru una dintre aceste trei sarcini. (Contra-exemplu: reactorul N de la Hanford, în prezent dezafectat). Reactorii de putere convertesc energia cinetică a produșilor de fisiune în căldură utilizată la încălzirea unui fluid de lucru care, la rândul său, este trecut printr-un motor termic ce generează energie (putere) mecanică sau electrică. Fluidul de lucru este în mod uzual apa într-o turbină cu aburi, dar unii reactori folosesc alte materiale cum ar fi heliu. Reactorii de cercetare produc neutroni care sunt folosiți în diferite moduri, căldura de fisiune fiind tratată ca un deșeu inevitabil. Reactorii reproducători sunt specializați din reactori de cercetare cu mențiunea că materialul ce urmează a fi iradiat este combustibilul însuși (un amestec de 238U și 235U).

## Scurt istoric
Rezultatele bombardării uraniului cu neutroni s-au dovedit a fi interesante și enigmatice. Studiate prima dată de Enrico Fermi și colegii lui în 1934, nu au fost interpretate corect decât după mulți ani mai târziu.
Pe 16 ianuarie 1939, danezul Niels Bohr ajungea în Statele Unite pentru a locui câteva luni în Princeton, New Jersey, și a hotărât să discute, în mod particular, unele probleme abstracte cu Albert Einstein. (Patru ani mai târziu Bohr a fugit din Danemarca ocupată de naziști). Chiar înainte ca Bohr să părăsească Danemarca (la bordul unei vapor), doi dintre colegii săi, Otto Robert Frisch și Lise Meitner (amândoi refugiați din Germania) i-au comunicat bănuiala că absorbția neutronului de nucleul de uraniu conduce uneori la spargerea nucleului în părți aproximativ egale și eliberarea unei enorme cantități de energie, proces pe care ei l-au botezat „fisiune nucleară” (asemănător fisiunii/divizării celulelor vii din biologie).
Această ipoteză a fost precedată de descoperirea importantă a lui Otto Hahn și Frizz Strassmann din Germania (publicată în Naturwissenschaften la începutul lui Ianuarie 1939) care a demonstrat că un izotop de bariu a fost produs prin bombardarea uraniului. Bohr a promis să păstreze secretă interpretarea Meitner/Frsch până la publicarea lucrării lor, pentru păstrarea priorității, dar la bordul vaporului a discutat această problemă cu Léon Rosenfeld uitând să-l roage s-o păstreze secretă. Rosenfeld, imediat după părăsirea vaporului a vorbit despre această descoperire tuturor celor de la Princeton University, și de la aceștia știrea s-a răspândit în lumea fizicienilor, ajungând inclusiv la Enrico Fermi la Columbia University. După unele discuții între Fermi, John R. Dunning și G.B. Pegram, la Columbia University s-a realizat un experiment de ionizare cu puls de putere de la care se aștepta obținerea unor fragmente de nuclee de uraniu. Pe 29 ianuarie 1939 a avut loc o conferință de fizică teoretică în Washington D.C., sponsorizată de George Washington University și Carnegie Institution of Washington.
Fermi a părăsit New York-ul pentru a participa la această conferință înainte ca experimentul de fisiune de la Columbia University să fi fost realizat. La conferință, Bohr și Fermi au discutat problema fisiunii și, în particular, Fermi a menționat posibilitatea ca pe durata procesului să fie emiși neutroni. Deși acest lucru era doar o presupunere, erau evidente implicațiile sale privind posibilitatea unei reacții nucleare în lanț. „Reacția în lanț” era cunoscută la aceea vreme ca un fenomen chimic, dar procese analoge în fizica nucleară, folosind neutroni, au fost anticipate încă dinainte de 1933 de Leo Szilard, cu toate că Szilard nu avea nici o idee cu ce materiale s-ar fi putut iniția un astfel de proces. Acum, după descoperirea fisiunii elementelor grele, indusă de neutroni, s-au publicat numeroase articole senzaționale pe subiectul reacțiilor nucleare în lanț. Înaintea terminării conferinței din Washington, au fost inițiate mai multe experimente de confirmare a fisiunii, rezultate pozitive fiind raportate de patru laboratoare (Columbia University, Carnegie Institution of Washington, Johns Hopkins University, University of California) pe 15 februarie 1939 în Physical Review. În același timp Bohr a auzit că experimente similare au fost făcute în Copenhaga în jurul datei de 15 Ianuarie (Lucrarea lui Frisch trimisă revistei Nature este datată 16 ianuarie 1939 și a apărut în numărul din 18 Februarie). La Paris, Frédéric Joliot a publicat de asemenea primele sale rezultate în Comptes Rendus din 30 ianuarie 1939. Din acest moment lucrările pe subiectul fisiunii s-au înmulțit astfel încât în Decembrie 1939 numărul acestora ajunsese deja la o sută.
Ținta majoră a primelor cercetări de fisiune a fost producerea unei reacții nucleare în lanț controlată, care ar fi condus la realizarea unei prime centrale nuclearo-electrice. Aceasta a condus la construirea lui Chicago Pile-1, primul reactor nuclear cu fisiune critică din lume realizat de om (care a folosit uraniu, singurul combustibil nuclear disponibil în cantități utile) și la proiectul Manhattan destinat dezvoltării armelor nucleare.
Producerea în lanț a reacției de fisiune folosind uraniu drept combustibil nuclear este departe de a fi un lucru ușor. Vechii reactori nucleari nu au folosit uraniu îmbogățit și, prin urmare, a fost necesară utilizarea unei cantități mari de grafit purificat pe post de material moderator de neutroni. Folosirea apei ușoare (în contrast cu apa grea) într-un reactor nuclear presupune utilizarea de combustibil îmbogățit (obținut prin creșterea conținutului mai rar răspânditului izotop 235U din minereul natural conținând cu precădere izotopul 238U). În mod normal, reactorii presupun includerea, pe post de moderator de neutroni, a materialelor extrem de pure chimic cum ar fi deuteriu (în apa grea), heliu, beriliu sau carbon sub formă de grafit. (Înalta puritate este cerută deoarece multe impurități chimice, cum ar fi borul, sunt absorbanți puternici de neutroni și, astfel, o adevărată „otravă” pentru reacția în lanț).
Mai urma să fie rezolvată problema producerii unor astfel de materiale la scară industrială. Până în 1940, cantitatea de uraniu metalic produsă în SUA a fost de câteva grame și acestea de o puritate nesigură; la fel: câteva kilograme de beriliu metalic, câteva kilograme de apă grea și nici o cantitate de carbon cu puritatea cerută de un moderator.
Problema producerii în cantități mari a uraniului de puritate înaltă a fost rezolvată de Frank Spedding folosind procese thermit (oxidarea aluminiului metalic). În 1942 Ames Laboratory a reușit să producă o cantitate mare de uraniu natural (neîmbogățit) ce ar fi urmat să fie folosit în cercetările următoare. Succesul cu Chicago Pile-1 care folosea uraniu natural, la fel ca toate „pilele” atomice care produceau plutoniu pentru bomba atomică, se datorau de asemenea rezultatelor lui Szilard conform cărora grafitul foarte pur poate fi folosit ca moderator în „pilele” cu uraniu natural. În timpul celui de al doilea război mondial, în Germania, neîncrederea în calitățile grafitului foarte pur a condus la proiectarea unui reactor depinzând de apa grea, produsă în Norvegia, dar „interzisă” germanilor în urma atacurilor distrugătoare ale aliaților. Aceste dificultăți i-au împiedicat pe naziști să construiască un reactor în timpul războiului.
Fapt necunoscut până în anul 1972, când fizicianul francez Francis Perrin a descoperit reactorii naturali de fisiune nucleară de la Oklo, natura a luat-o înaintea omului în ceea ce privește reacția de fisiune în lanț a uraniului încă de acum 2 miliarde de ani. Acest proces a putut folosi ca moderator apa ușoară deoarece acum 2 miliarde de ani uraniul natural a fost mult mai bogat în izotopi de 235U decât în zilele noastre.

## Vezi si
- Reactor nuclear
- Ciclul combustibilului nuclear
- Fuziune nucleară
- Reactor natural de fisiune nucleară